# Karnity

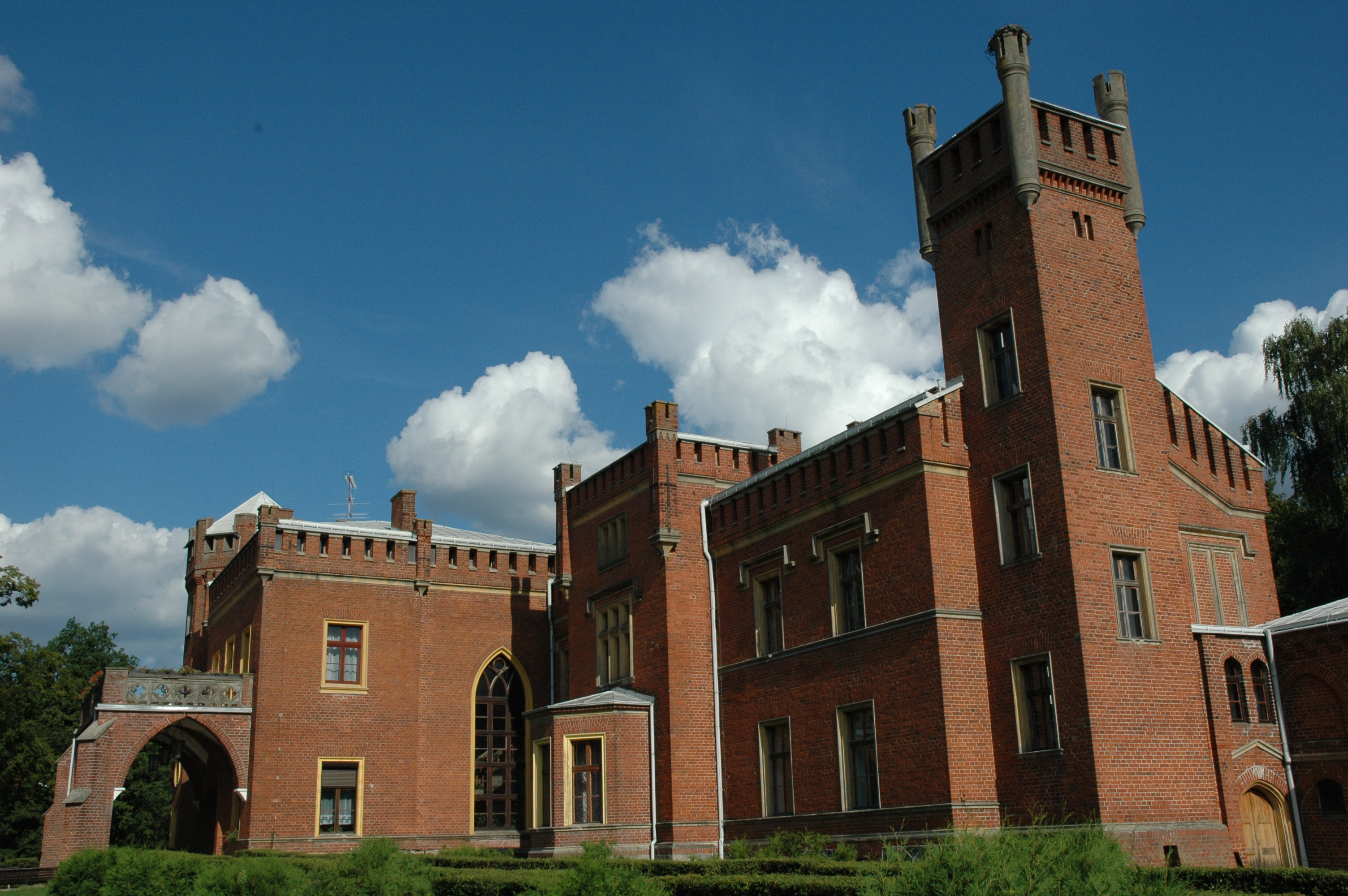
Pałac w Karnitach

Karnity (niem.  Karnitten) – osada w Polsce położona w województwie warmińsko-mazurskim, w powiecie ostródzkim, w gminie Miłomłyn, nad jeziorem Kocioł.
W latach 1975–1998 miejscowość administracyjnie należała do województwa olsztyńskiego.
Wieś położona jest około 13 km na zachód od Miłomłyna i około 27 km na północny zachód od Ostródy. Od nazwy wsi nazwano pobliskie Jezioro Karnickie. W roku 1973 jako majątek Karnity należały do powiatu morąskiego, gmina Zalewo, poczta Boreczno.
Nazwa wsi wywodzi się najprawdopodobniej z języka staropruskiego. W pokrewnym do niego języku litewskim "karna" oznacza korę.

## Historia
Karnity po raz pierwszy wymienione zostały w roku 1349, w przywileju dla wsi Bożęcin. Początkowo był to folwark krzyżacki. Inne źródła podają, że Karnity wymienione były w dokumentach z roku 1360 jako wieś pruska na 24 łanach, pod nazwą Karnythen. Po wojnie trzynastoletniej, w 1470 r., został on nadany razem z innymi dobrami ziemskimi Hansowi von Schönaich, który to był dowódcą w wojsku krzyżackim. Ród Shönaich był w posiadaniu dóbr ziemskich w okolicach Karnit z siedzibą w Borecznie przez około 300 lat, aż do czasu ich sprzedaży w 1815 r. rodowi von Albedyll. Ród ten z kolei był w posiadaniu majątku ziemskiego do lat dwudziestych XX w., kiedy to własność przeszła w posiadanie rodziny von Günter.
W roku 1782 we wsi odnotowano 11 domów (dymów), natomiast w 1858 w 11 gospodarstwach domowych było155 mieszkańców. W latach 1937–39 było 340 mieszkańców. 

## Pałac
We włączonych administracyjnie do wsi Karnity pobliskich Karnitkach znajduje się zespół pałacowo - parkowy z neogotyckim pałacem. Pałac zaprojektowany przez K.Erdmana i F. Bieskego został wzniesiony w 1856 roku przez rodzinę Güntherów, w miejscu spalonego podczas wojen polsko-szwedzkich dworu. Rozległy park krajobrazowy rozciąga się od jeziora Kocioł w kierunku wschodnim. Pałac usytuowany jest na terenie parku w pobliżu jeziora. Na północ od pałacu znajdują się zabudowania związane z jego obsługą: domy mieszkalne dla służby, stajnie, wozownia i ujeżdżalnia. Zabudowania gospodarcze na potrzeby majątku ziemskiego położone są dalej na wschód od parku.
Pałac w stylu romantycznego zamku wzniesiony został z czerwonej cegły na kamiennej podmurówce, od zewnątrz cegła klinkierowa. Główne wejście ozdobione jest arkadowym podcieniem z bogato zdobioną balustradą znajdującego się nad nim tarasu. Sylwetka budowli urozmaicona jest narożną, oktogonalną wieżą. Pałac ma także kwadratową wieżę od strony jeziora. Pałac ma wszystkie elewacje zwieńczone pseudokrenelażem, a ryzality i naroża budowli sterczynami. Architektura pałacu nawiązuje do romantycznego zamku. Taki charakter budowli podkreślały znajdujące się niegdyś na terenie parku obwarowania z bastionami. 
Na wzgórzu w części południowej parku znajduje się cmentarz dawnych właścicieli.
Po II wojnie światowej pałac wykorzystywany był jako ośrodek wypoczynkowy. Baza noclegowa ośrodka powiększona została o domki letniskowe wybudowane na terenie dawnych sadów, w części południowej parku. Pałac wraz z parkiem od 1995 jest w posiadaniu firmy prywatnej, która prowadzi tu całoroczny hotel.
Czubatka (niem. Tschubatke) – pagórek w pobliżu majątku Karnity.